# Landaul
Landaul település Franciaországban, Morbihan megyében. Lakosainak száma 2487 fő (2022. január 1.). Landaul Pluvigner, Brech, Locoal-Mendon, Nostang és Landévant községekkel határos.

## Népesség
A település népességének változása:
| Lakosok száma | 1009 | 1147 | 1327 | 1733 | 2215 | 2262 | 2298 | 2392 | 2429 | 2487 |
|               | 1968 | 1982 | 1990 | 2006 | 2013 | 2015 | 2017 | 2019 | 2020 | 2022 |